# Вова Воротньов
Володимир Воротньов (нар. 1979, Червоноград, СРСР) — сучасний український художник. Також відомий в сфері графіті під псевдонімом Lodek. Воротньов працює з фотографією, інсталяцією, публічним мистецтвом, перформансом .

## Біографія
Народився 1979 року в м. Червоноград.
Вивчав філософію в Київському національному університет імені Тараса Шевченка (1997-1998) та у Національному університеті «Києво-Могилянська академія» (1998-2002) .
Живе й працює в Києві.

## Творчість
Вова Воротньов працює з субкультурними кодами, рухаючись із боку графіті та субкультурної графіки в бік концептуального мистецтва і вуличного arte-povera. В сферу його творчих зацікавленостей потрапляють етнографічні дослідження міста, а саме зосередження на слідах радянської матеріальної культури, що зникає, і її перевтілення у пострадянські форми, з особливою увагою на декомунізацію, вандалізм, сучасну спонтанну (не)архітектуру і сміттєву культуру . Для вивчення публічного простору і більш глибокого занурення у вуличний контекст, художник обирає тип поведінки, відомий у класичній культурі, як «фланерство».

## «ЗА/С ХІД»
На думку багатьох мистецтвознавців мистецький проєкт ЗА/С ХІД,  важливий проект не лише для практики самого Воротньова, але й для українського художнього процесу  .
В рамках цієї акції художник іде пішки зі свого рідного міста Червонограда до Лисичанська, несучи із собою зразок вугілля із західноукраїнського Львівсько-Волинського кам'яновугільного басейну до східноукраїнського Донбасу. Шлях в тисячу кілометрів зайняв близько місяця. У своїй роботі автор маніфестує таким чином єдність країни, звертаючись до об'єктивної схожості цих промислових регіонів. Утім, сам митець неодноразово інтерпретував ходу в декілька інакших способів: і як краєзнавчу експедицію, і як виклик самому собі, і як абсолютно беззмістовну дію . 
Свої нотатки та спостереження під час ходи митець публікував з хештегом #засхід #zasxid у соціальних мережах. За 35 днів ходи в Instagram проекту з’явилося на декілька сотень більше зображень, ніж за весь минулий рік в особистому профілі Воротньова.
Резьтати цієї мистецької акції були продемонстровані на «Фестиваль молодих художників» у «Мистецькому Арсеналі» (2017)  та на виставці «Перманентна революція» у музеї Людвіга в Будапешті (2018) .

## Інтерв'ю
- https://birdinflight.com/ru/vdohnovenie/opyt/20171107-vova-vorotnev.html [Архівовано 3 березня 2021 у Wayback Machine.]
- https://officiel-online.com/lichnosti/intervju/vova-vorotnov-desyat-rokiv-tomu-meni-mama-skazala-volodyu-dlya-tebe-profesiyi-shhe-ne-pridumali/ [Архівовано 27 жовтня 2020 у Wayback Machine.]